# برادران گراکوس

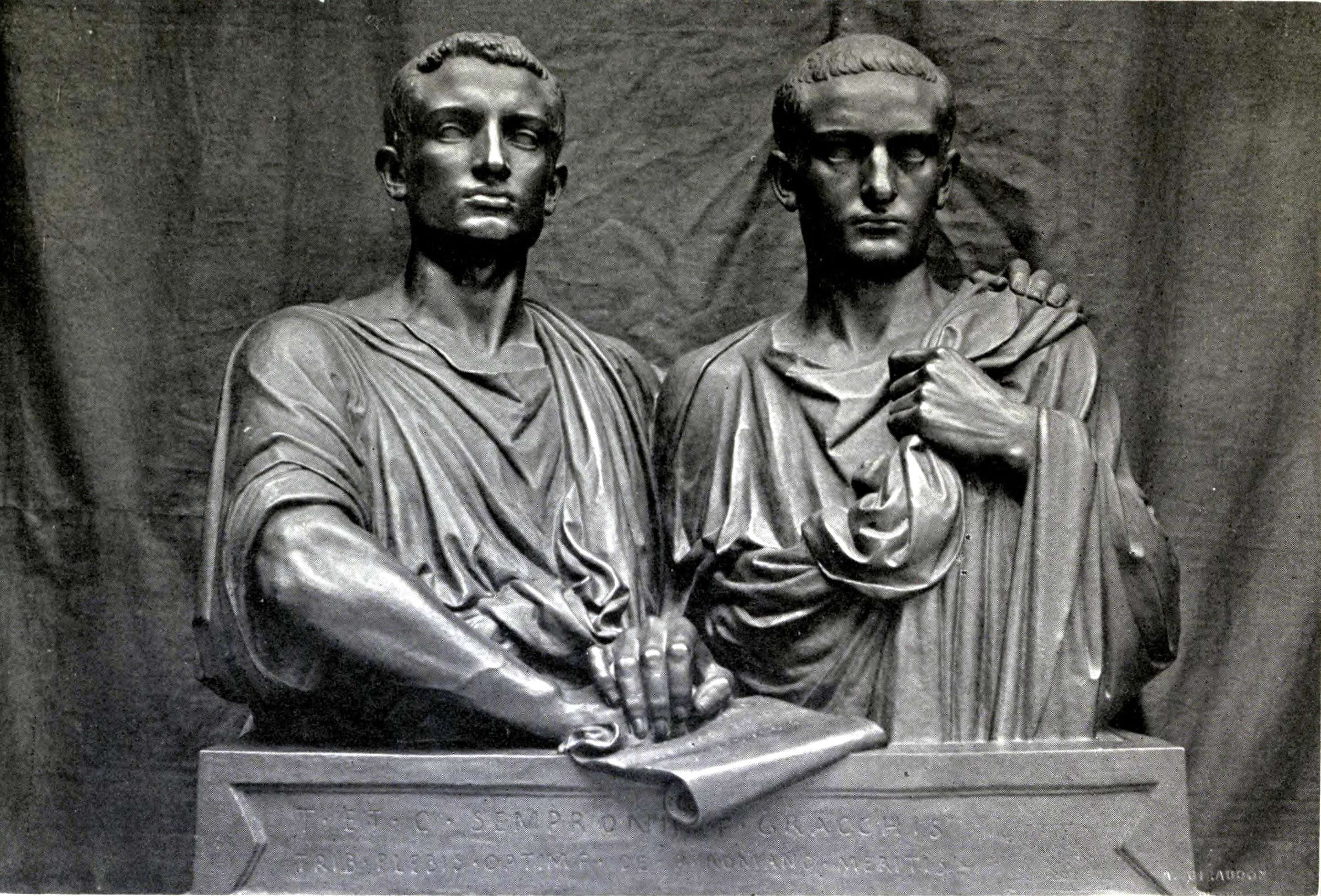
تندیس برادران گراکوس در موزه اورسی، پاریس

برادران گراکوس (تیبریوس گراکوس و گایوس گراکوس) دو برادر رومی بودند که به واسطه اصلاحات سیاسی و اقتصادی و اصلاحات ارضی‌شان در جمهوری روم مورد توجهند.

## تیبریوس گراکوس

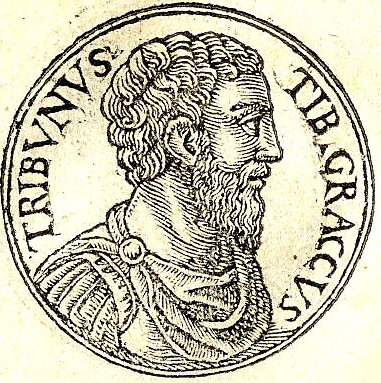
تیبریوس گراکوس

اهداف و مقاصد تیبریوس گراکوس در اصل محافظه‌کارانه بودند. وی از فقر مردانی که در نقاط مختلف ایتالیا مشاهده کرده بود بیم داشت و متقاعد شده بود که در این شرایط حفظ انسجام اجتماعی به عنوان اسکلت‌بندی ارتش امری غیرممکن خواهد بود
تیبریوس گراکوس در۱۳۳پ. م به مقام تریبونی خلق برگزیده شد و عضو پوپولارها بود اعلام کرد این سه پیشنهاد را می‌خواهد به انجمن قبیله‌ای تقدیم کند.
۱- هیچ شارمندی (شهروندان صاحب حق رای) حق ندارد بیش از ۳۳۳ یا در صورت داشتن دو پسر، ۶۶۷ ایکر از زمین‌هایی را داشته باشد که از دولت خریده یا اجاره داده شده‌است.
۲- همه زمینهای دولتی که پیش از آن به افراد فروخته یا اجاره داده شده‌است باید به همان بهای خرید یا اجاره، باضافه مبلغی در ازاء تعمیرات، به حکومت بازگردانده شود
۳- زمینهای بازگردانده باید به قطعات بیست آیکری میان تهیدستان توزیع شود، بشرط آنکه دریافت کنندگان تعهد کنند که هیچگاه سهم خود را نفروشند و هر سال مالیاتی به خزانه دولت بپردازند.
علی رقم مخالفت‌های سنا این قوانین به تصویب رسید؛ ولی در اجرای آن سنگ اندازی شد و چندی بعد گراکوس و چندصد تن از هواخواهانش با او کشته شدند.

## گایوس گراکوس
گایوس در ۱۲۴ق. م به مقام تریبونی برگزیده شد. وی سعی کرد برنامه‌های تیبریوس را دنبال کند برای هماهنگی بیشتر با قوای اقتصادی و سیاسی حکومت روم کوشید تا چهار طبقهٔ روستائیان، سپاهیان، پرولتاریا و بازرگانان را با خود همراه کند. روستائیان را با تجدید قوانین برادرش و تعمیم آن به زمین‌های دولتی در ایالات، و بازآوردن هیئت ارضی و نظارت شخصی بر عملیات آن پشتیبان خویش ساخت. با ایجاد کوچ‌نشینهای تازه در کاپوآ، تارنتوم، گل ناربونی، و کارتاژ و تبدیل آنها به مراکز بازرگانی آتش جاه طلبی طبقه متوسط را برافروخت. سربازان را با تصویب قانونی مبنی بر تأمین هزینه و پوشاکشان از بیت المال خرسند کرد.
با وضع «قانون غله» که دولت را به توزیع گندم به قیمت نصف قیمت بازار میان همه خواهندگان آن موظف می‌کرد، توده‌های شهرنشین را سپاس‌گزار خود ساخت.
به هر تقدیر قانون غله، آزاد مردان تهیدست روم را از پشتیبانان وابسته آریستوکراسی به مدافعان برادران گراکوس و بعدها گایوس ماریوس و قیصر (سزار) مبدل کرد. گایوس با برخورداری از پشتیبانی عناصر یاد شده توانست سنت را نقض کند و دوباره و سه باره به مقام تریبونی برگزیده شود. وی همچنین پیشنهاد کرد همه آزاد مردان لاتیوم از حق رای کامل و باقی آزاد مردان ایتالیا از حق رای جزئی برخوردار شوند. سناتورها با استفاده از غیبت گایوس، که سرگرم مستعمره خود در کارتاژ بود، تریبون دیگر مارکوس لیپوس دروسوس را تحریک کردند تا نخست آنکه با وضع قانونی برای برانداختن مالیاتی که قوانین برای روستائیان مقرر کرده بود آنان را پشتیبان خود سازد؛ و دیگر آنکه با پیشنهاد تشکیل دوازده مهاجرنشین تازه، پرولتاریا را در آن واحد خشنود و ناتوان گرداند. انجمن بی‌درنگ این لوایح را تصویب کرد و گایوس چون بازگشت، دریافت که دروسوس محبوب خلق، رهبری او را گام به گام به چالش گرفته‌است. وی کوشید بار سوم به تریبونی برگزیده شود اما ناکام شد. سال بعد سنا پیشنهاد کرد تا از تشکیل مهاجر نشین در کارتاژ دست کشیده شود، همه دسته‌ها آشکار و نهان این پیشنهاد را نخستین گام در راه لغو قوانین گراکوس شمردند. برخی از هواخواهان گایوس مسلحانه در انجمن حاضر شدند، و یکی از ایشان سنت پرستی را که آهنگ حمله به گایوس کرد از پای درآورد. روز بعد سناتوران با ساز و برگ جنگی تمام حاضر شدند و بر طرفداران خلق، که روی تپه آونتینوس سنگر گرفته بودند حمله کردند. گایوس کوشید تا غوغا را بخواباند. چون نتوانست به آن سوی رود تیبر گریخت، و هنگامی که گرفتار شد، به بنده اش دستور داد تا او را بکشد، بنده چنین کرد و خود را کشت. شخصی سر گایوس را برید و آن را از سرب گداخته پر کرد و به سنا آورد، زیرا سنا وعده کرده بود به اندازه وزن آن طلا ببخشد. ۲۵۰ تن از هواخواهان گایوس در نبرد به خاک افتادند وسه هزار تن دیگر به موجب احکام سنا اعدام شدند.
با شکست برادران گراکوس اصلاحات آنها نیز متوقف شد؛ ولی حرکت‌های آنها الهام‌بخش جنبش‌های بعدی قرار گرفت. حرکاتی که بعداً منجر به اصلاحاتی شد؛ که به رهبری افرادی چون ماریوس، سولا و ژولیوس سزار انجام گرفت.